# Doin' the Thing
Doin' the Thing — концертний альбом американського джазового піаніста Гораса Сільвера, випущений у 1961 році лейблом Blue Note Records. Записаний 19 і 20 травня 1961 року у клубі Village Gate в Нью-Йорку.

## Опис
На цьому концертному альбомі (записаний у клубі Village Gate) піаніст/композитор Горас Сільвер зі своїм найбільш відомим квінтетом (трубач Блу Мітчелл, тенор-саксофоніст Джуніор Кук, басист Джин Тейлор і ударник Рой Брукс) виконують чотири композиції, включаючи нову пісню «Filthy McNasty». Два додаткові треки були доповнені на CD версії.

## Список композицій
1. «Filthy McNasty» (Горас Сільвер) — 11:02
2. «Doin' the Thing» (Горас Сільвер) — 11:16
3. «Kiss Me Right» (Горас Сільвер) — 9:18
4. «The Gringo/Cool Eyes (Theme)» (Горас Сільвер) — 12:03

## Учасники запису
- Горас Сільвер — фортепіано
- Блу Мітчелл — труба
- Джуніор Кук — тенор-саксофон
- Джин Тейлор — контрабас
- Рой Брукс — ударні

Технічний персонал
- Альфред Лайон — продюсер
- Руді Ван Гелдер — інженер
- Джим Маршалл — фотографія
- Айра Гітлер — текст